# Kisbárapáti
Kisbárapáti è un comune dell'Ungheria di 536 abitanti (dati 2001) situata nella contea di Somogy, nell'Ungheria centro-occidentale.